# HD 21882
HD 21882，又名CD-43 1085，SAO 216347、HR 1075，是一颗恒星，视星等为5.78，位于銀經249.21，銀緯-54.41，其B1900.0坐标为赤經3h 26m 25.9s，赤緯-42° -54.41′ 37″。